# Modiolus rectus
Modiolus rectus är en musselart som först beskrevs av Conrad 1837.  Modiolus rectus ingår i släktet Modiolus och familjen blåmusslor. Inga underarter finns listade i Catalogue of Life.